# 27254 Shubhrosaha
27254 Shubhrosaha este un asteroid din centura principală de asteroizi.

## Descriere
27254 Shubhrosaha este un asteroid din centura principală de asteroizi. A fost descoperit pe 6 decembrie 1999 la Socorro, New Mexico, în cadrul proiectului LINEAR. Asteroidul prezintă o orbită caracterizată de o semiaxă mare de 2,31 ua, o excentricitate de 0,04 și o înclinație de 6,3° în raport cu ecliptica.